# Villa 31
La Villa 31, barrio 31 o barrio Padre Carlos Mugica es una villa miseria ubicada en la Ciudad Autónoma de Buenos Aires, Argentina. Está repartida entre la Comuna 1, que contiene al barrio de Retiro, y la Comuna 2, correspondiente a Recoleta. El Barrio Mugica existe desde 1932. Allí fue cuando inmigrantes y obreros comenzaron a poblar la zona aprovechando la cercanía con el puerto de Buenos Aires. Durante décadas su población fue creciendo y aumentando de manera exponencial debido a la llegada de inmigrantes del interior del país y de países limítrofes. Se originó en 1932 como un asentamiento informal posterior a la crisis del año 1929 y a partir de allí se sucedieron diversos intentos de erradicación por parte de las autoridades, aunque éstos nunca lograron eliminarla por completo. Si bien no es el asentamiento irregular más grande de la Ciudad, es el más emblemático por su ubicación estratégica, ya que se encuentra junto al principal centro de trasbordo de pasajeros de la Capital y a escasos metros de los barrios más cotizados. En diciembre de 2009, la Legislatura de la Ciudad de Buenos Aires aprobó una ley que imponía la urbanización de la Villa, según un proyecto elaborado por la Facultad de Arquitectura de la UBA. En 2016 comenzó el proceso de urbanización con la construcción de obras de infraestructura, escuelas, centros de salud y otras políticas de integración.[cita requerida] En 2018 se sancionó la Ley 6.129 que amplía las disposiciones de la ley anterior.

## Datos demográficos

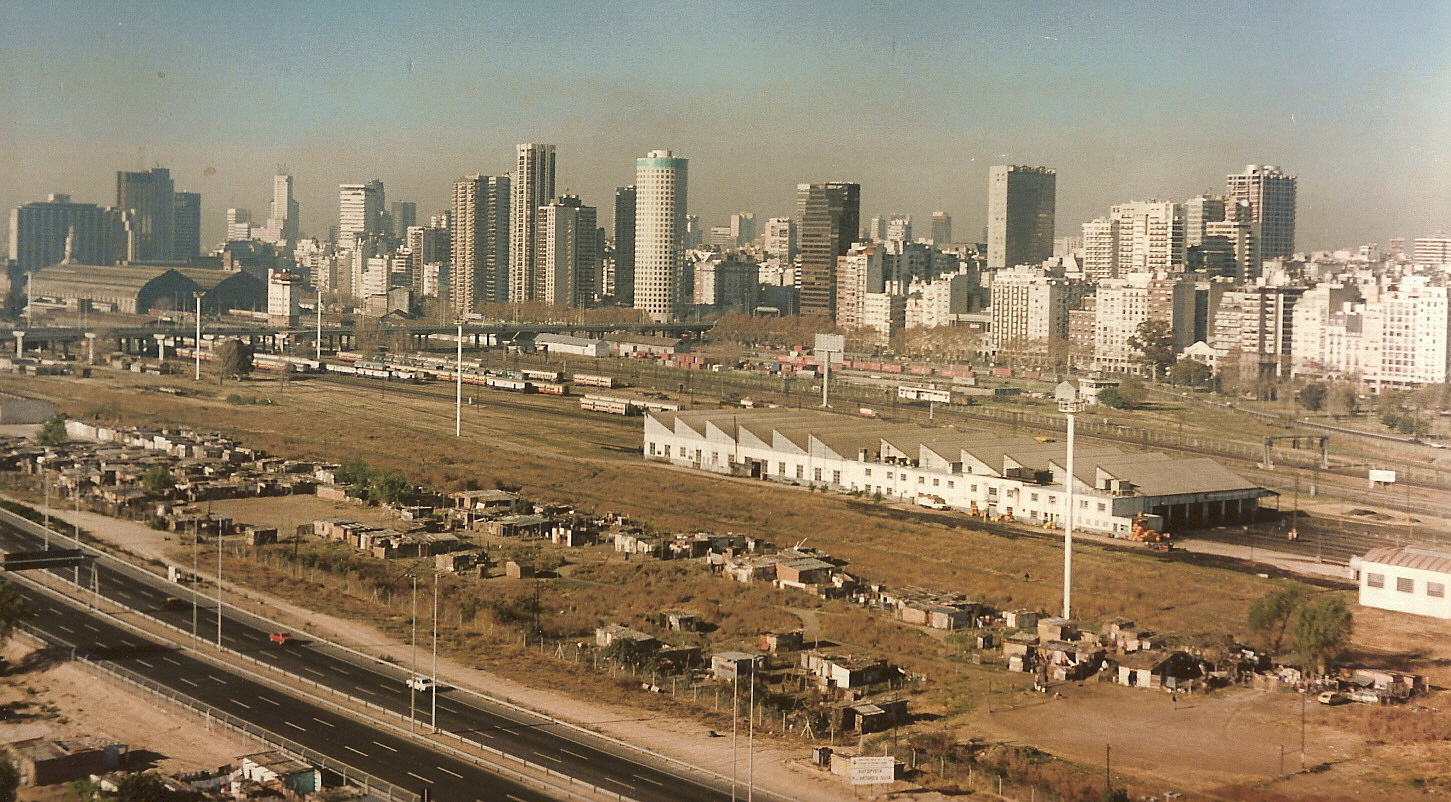
La Villa 31 junto la Autopista Illia en 1995 antes del Plan Patria Grande.

El barrio Mugica (ex Villa 31) está ubicado entre la terminal de ómnibus de Retiro, las vías del ferrocarril San Martín, la avenida Ramón Castillo y la zona portuaria. La superficie total del barrio es de aproximadamente 72 hectáreas. Está distribuido en nueve sectores: San Martín, Inmigrantes, Güemes, Playón Este, Playón Oeste, YPF, Ferroviario, Cristo Obrero y Comunicaciones. 
De acuerdo al último relevamiento (2017) la población es cercana a las 40.000 personas. Más del 51% de los habitantes son de nacionalidad argentina, el 25% de nacionalidad paraguaya, 13% de nacionalidad boliviana y el 11% de nacionalidad peruana. 
Según el último relevamiento, el 54% de los habitantes del barrio son menores de 24 años.

## Historia

### Contexto histórico

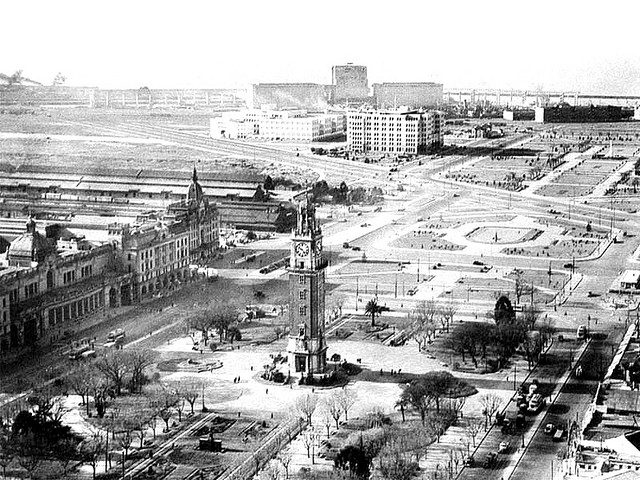
Vista de Retiro y Puerto Nuevo. El espacio vacante estaba reservado para futuros proyectos gubernamentales.

Desde mediados del siglo XIX, el crecimiento del país fue tan acelerado que para 1887, el de Buenos Aires era considerado el decimosegundo puerto del mundo. El Puerto Madero, diseñado en 1882 y construido entre 1887 y 1898, pronto quedó obsoleto.
Durante el auge del modelo agroexportador, la ciudad de Buenos Aires creció de manera exponencial: entre 1880 y 1910, llegaron a la Argentina cuatro millones de inmigrantes, de los cuales el 60% se radicó en Buenos Aires.
Por aquel entonces ya existían algunas "villas miseria" dentro del ámbito de la Capital Federal, principalmente asentadas al sur de la ciudad (Parque Patricios y Bajo Flores). Se trataba de barrios conocidos como "Las Ranas", "Las Latas" o "La Quema" (porque en ese momento la basura se vaciaba en un lugar para luego ser quemada). Sus habitantes se caracterizaban por revisar minuciosamente la basura, con el fin de encontrar algo que les sirviese para su uso u obtener alguna ganancia de su venta. A ellos se les asignó el apodo de “quemeros” o “cirujas”, proveniente de cirujano.
Muchos de los allegados europeos se instalaron inicialmente en "conventillos" (inquilinatos) céntricos y luego, gracias a la expansión de las redes de tranvías y a los loteos financiados, se trasladaron hacia los barrios suburbanos, donde aparecieron las famosas "casas chorizo". Diferentes iniciativas, tanto públicas (Comisión Nacional de Casas Baratas) como privadas (Cooperativa "El Hogar Obrero", Compañía de Construcciones Modernas, etcétera), se dieron para buscar una solución al problema de la vivienda.
En 1911, el Gobierno Nacional encaró la construcción de un nuevo puerto con un diseño de dársenas dentadas que se ubicaría al norte del anterior Puerto Madero. Se trataba de un ambicioso proyecto que implicaba el relleno de varias hectáreas del Río de la Plata. La primera parte de la obra fue inaugurada en 1919, y la habilitación de las dársenas se realizó por etapas, hasta 1928. Sin embargo, esto no significaba la ocupación total del área, ya que el relleno interior continuaría durante algunos años más.
El proyecto no sólo contemplaba la construcción de dársenas e instalaciones portuarias, sino que dejaba mucho espacio vacante para la instalación de edificios gubernamentales. Sin embargo nunca existió un proyecto integral que se mantuviera a lo largo del tiempo: siempre existieron numerosas tentativas que iban desde ciudades universitarias hasta polos judiciales. El primer organismo estatal en mudarse a Puerto Nuevo fue la Administración General de Ferrocarriles del Estado, que como no tenía una sede única, el Poder Ejecutivo le cedió por decreto un terreno en el puerto, en 1929. La excavación comenzó a principios de 1930 y el edificio quedó terminado en enero de 1936.

### El origen del asentamiento

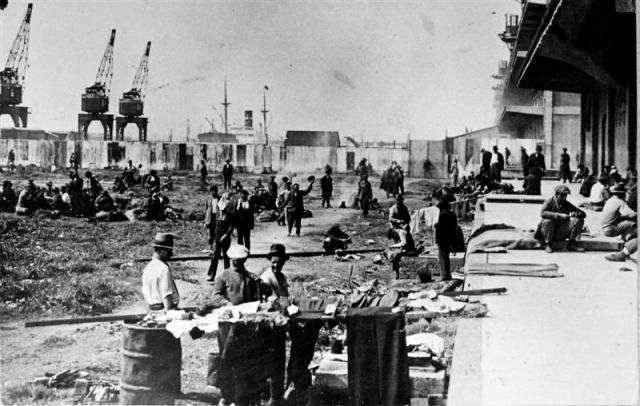
La crisis del 30 llevó a la aparición del primer asentamiento en Puerto Nuevo: "Villa Desocupación".

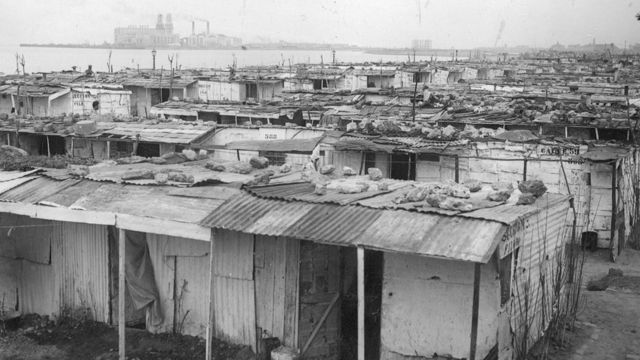
Vista de la Villa Desocupación en 1932.

La instalación de las primeras viviendas en Puerto Nuevo se remonta a la década del 1920, con la llegada de los primeros trabajadores portuarios y ferroviarios a la zona[cita requerida]. Sin embargo, en 1929 estalla una crisis económica mundial, tras lo cual muchos de los nuevos inmigrantes europeos se quedan sin trabajo.
Así es que en 1931 el Estado decide dar refugio a un contingente de inmigrantes polacos en unos galpones vacíos ubicados en Puerto Nuevo. Al año siguiente, surge sobre la Avenida Costanera (también en Puerto Nuevo) un asentamiento de viviendas precarias construidas con chapas, de manera simétrica, con sus exteriores blanqueados y con pequeños jardines frente a ellas. Dentro del caserío existían callejuelas o senderos y era común ver el humo espeso de las ollas populares. El Ministerio de Obras Públicas cedió 30 vagones para que sirvieran de refugio a estos nuevos habitantes. El asentamiento, que existió entre 1932 y 1934, se denominó originalmente "Villa Desocupación" y posteriormente cambió su nombre a uno más optimista: "Villa Esperanza". Finalmente, en abril de 1935 el gobierno del General Agustín P. Justo emprendió la demolición de las casas precarias que comprendían el barrial. En el transcurso de la década de 1930, el tradicional modelo agroexportador entró en crisis, iniciándose una nueva etapa basada en la industrialización de las grandes ciudades del país. A su vez, se redujo el flujo migratorio transatlántico, en su lugar apareciendo movimientos poblacionales internos, producto de las dificultades económicas que estaban atravesando las economías regionales.[cita requerida]
En la década de 1940 surgió nuevamente la villa de Retiro, cuando el Gobierno decidió proveer viviendas precarias a un grupo social muy castigado, de origen italiano. El asentamiento se conocería durante décadas como el “Barrio Inmigrantes” [cita requerida]. Mientras tanto, unas cuantas manzanas más al norte, con el apoyo del gremio de La Fraternidad, se iniciaron nuevos asentamientos compuestos por familias de ferroviarios al costado de las vías del Ferrocarril Belgrano. Ese extremo norte de la Villa de Retiro sería conocido como "Villa Saldías". Más tarde llegaron nuevos pobladores, tanto bolivianos como habitantes del noroeste argentino, muchos de ellos zafreros, que habían perdido sus trabajos en los ingenios azucareros del Tucumán.
Hacia 1890, la ciudad tenía 440.000 habitantes, de los cuales 95.000 vivían en 37.000 casillas de zinc y de madera, de chapa o cartón. Después de 1890 el crecimiento de la población agrava el problema de la vivienda donde para 1910 la mayoría de la población obrera vive en la zona céntrica, en los conventillos o casas de inquilinato que proliferan en la ciudad.

### De 1955 a 1976

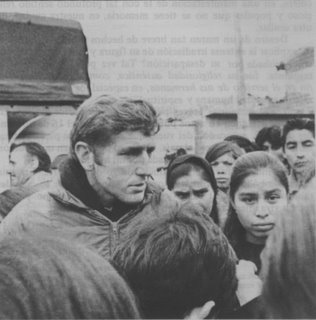
El Padre Mugica, figura icónica del asentamiento. Hijo de padres adinerados desempeñó su tarea pastoral en la Villa 31. Fue asesinado en 1974.

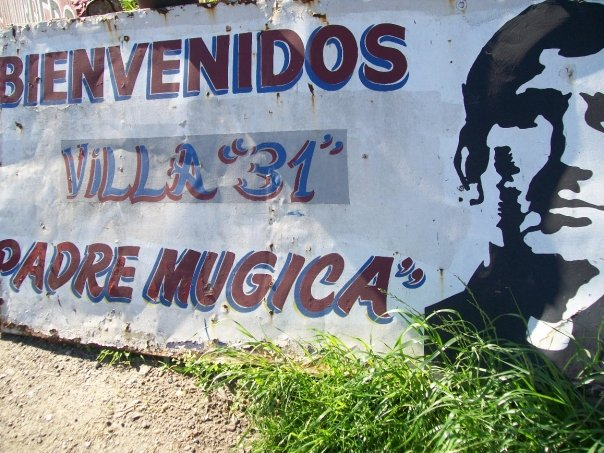
Cartel de bienvenida a la villa, usando su nombre alternativo: "Barrio Carlos Mugica".

En abril de 1956 la recién creada Comisión Nacional de la Vivienda (CNV) elevó al Poder Ejecutivo un censo que indicaba que en la Ciudad de Buenos Aires existían 21 villas, habitadas por 33.920 personas. En toda el área metropolitana habitaban unos 78.430 vecinos "villeros". Hacia 1959, tras el fin de la dictadura militar conocida como Revolución Libertadora, a las villas de Retiro, Bajo Belgrano y Lugano había que sumar una larga serie de nuevos núcleos villeros como Villa Fátima, Villa Piolín, Villa Medio Caño, Villa Tachito, Villa 9 de Julio, en tanto entre 1955 y 1959 la población de la villa se había cuadruplicado, como consecuencia de la liberalización de alquileres decretada en 1956 que disparó el precio de los alquileres.
En 1958, se constituyó la primera "Federación de Barrios y Villas de Emergencia" que articuló a las comisiones vecinales de diversas villas porteñas, con la presencia de algunos militantes del Partido Comunista y de la incipiente Resistencia Peronista. 
Durante los años ´60 las villas miseria crecieron de manera acelerada, durante el mandato de Frondizi la extensión de la villa alcanzó su cenit con 35.000 personas asentadas.
La situación se radicalizó aún más en los años '70. Eran épocas donde muchos predicaban la "Revolución", mientras que la Federación de Villas ya se encontraba abiertamente ligada al peronismo más duro[cita requerida] y al Movimiento de Sacerdotes para el Tercer Mundo, oponiéndose frontalmente a las erradicaciones y proponiendo la transformación de las villas en barrios obreros. Entre estos curas se destacó la imagen del padre Carlos Mugica, hijo de padres políticamente influyentes y adinerados, que había optado por trabajar fervientemente en la asistencia de las familias más empobrecidas. Desde los años ´60 el padre Mugica venía desempeñando su tarea pastoral en la entonces llamada Villa de Retiro o Villa del Puerto, donde fundó la parroquia "Cristo Obrero". A pesar de simpatizar con el peronismo, Mugica jamás apoyó la lucha armada y siempre sostuvo arduas discusiones sobre ese punto con los jóvenes a los que orientaba.
A comienzos de los ´70 ya había unas 16.000 personas asentadas en la Villa 31. Así, entre 1970 y 1971, el Estado proyectó el Conjunto Urbano Ciudadela 1 y 2 (Partido de 3 de Febrero), con el propósito de reubicar a los habitantes de la Villa 31, como parte del Plan de Erradicación de Villas de Emergencia (PEVE) iniciado en 1968. Se construyeron trece nudos, cada uno compuesto por tres edificios de entre once y trece pisos y un tanque de agua.[cita requerida] La primera tanda de personas ocupó sus departamentos en mayo de 1973. También en 1973, se crea el Movimiento Villero Peronista (MVP), de tendencia revolucionaria. Apenas un año después de su creación, algunos entusiasmados activistas del MVP propusieron la idea de rebautizar a la Villa 31 como “Villa Montonera”.
Durante el breve gobierno de Héctor Cámpora se paralizan las erradicaciones y se crean mesas de trabajo comunes, asambleas permanentes y comisiones mixtas, donde técnicos del Estado trabajaban junto a los "villeros" para estudiar diversos proyectos. Al asumir nuevamente como presidente, el ya anciano Juan D. Perón, manifestó a los representantes villeros la preocupación del Gobierno Nacional por arbitrar soluciones definitivas a sus problemas y necesidades, aunque retomando el camino de la "erradicación". Respecto a este asunto, decía Perón en enero de 1974:

“Hemos tenido algunas dificultades por las malas interpretaciones, por gente que quiere interferir o entorpecer, pero tenemos que dejarnos de macanas con cuestiones políticas. Nuestro deseo no es perjudicar, sino solucionar”.

El 11 de mayo de 1974 el Padre Mugica fue emboscado cuando se disponía a subir a su auto Renault 4 azul estacionado en la puerta de la iglesia de San Francisco Solano de la calle Zelada 4771 en el barrio porteño de Villa Luro, donde acababa de celebrar misa. Falleció poco después, en el hospital Juan F. Salaberry del vecino barrio de Mataderos. El 12 de julio de 2012 el juez Norberto Oyarbide confirmó que «Rodolfo Eduardo Almirón fue el autor inmediato del homicidio de Carlos Francisco Sergio Mugica, en el marco del accionar delictivo de la organización anticomunista de derecha Triple A.
El ministro de Bienestar Social rebautizó al barrio Ciudadela 1 y 2 con el nombre de "Presbítero Carlos Mugica". Por aquel entonces, un 40% de los habitantes de la Villa 31 ya habían sido trasladados a dicho Conjunto Habitacional.

### De 1976 a 1983

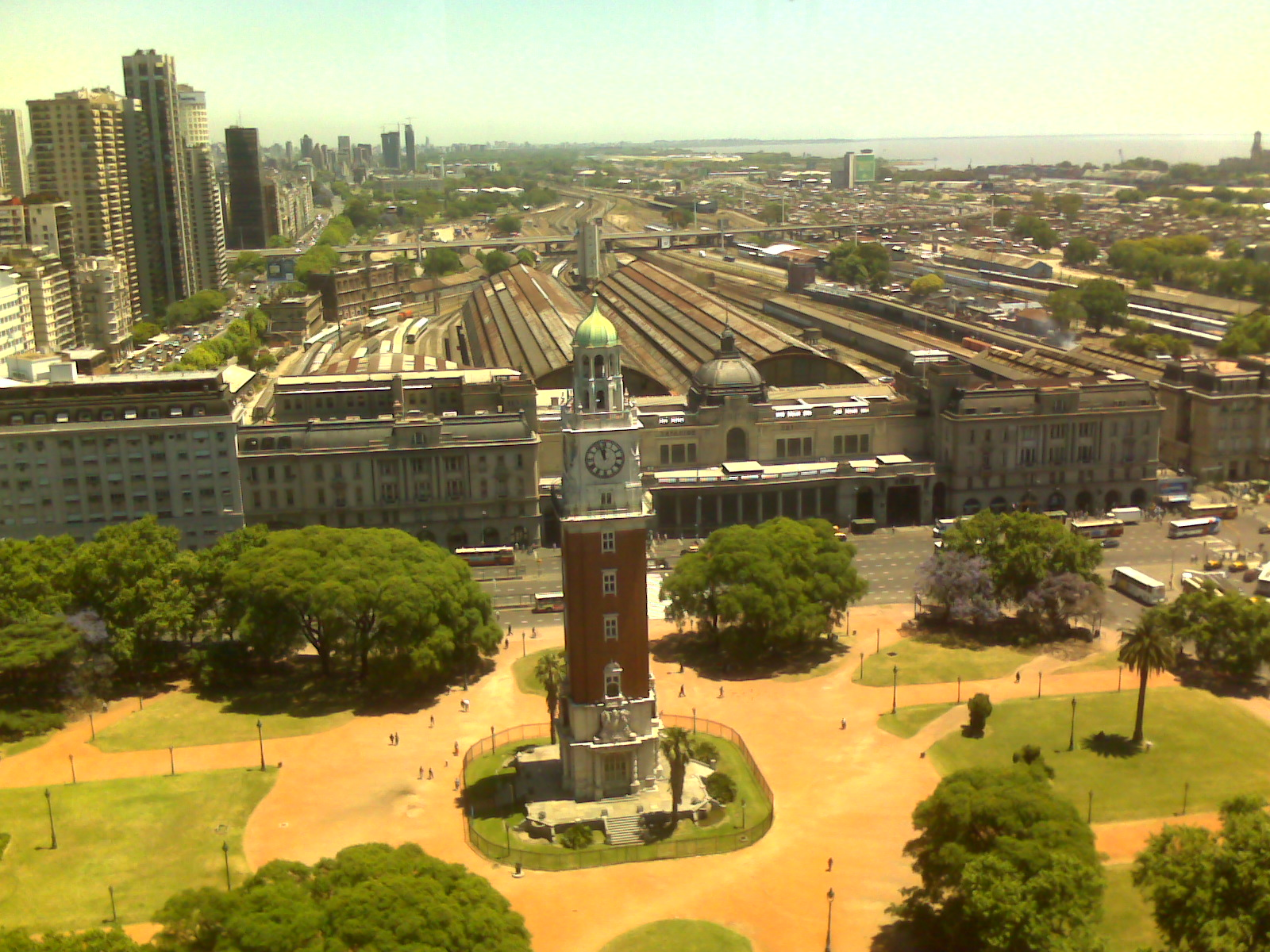
Vista de la estación Retiro (FCGBM), con la Autopista Illia y la Villa 31 al fondo.

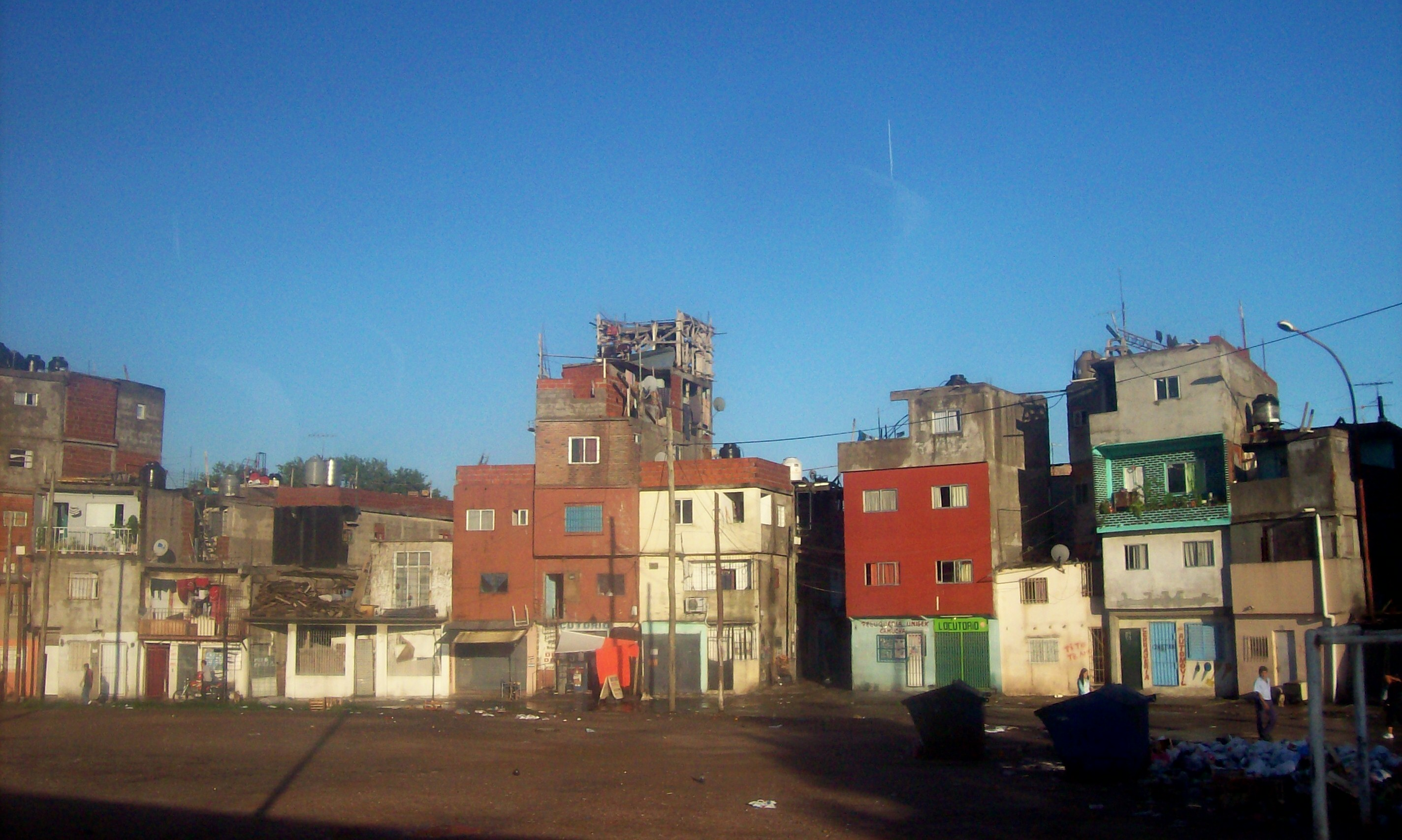
Entrada norte.

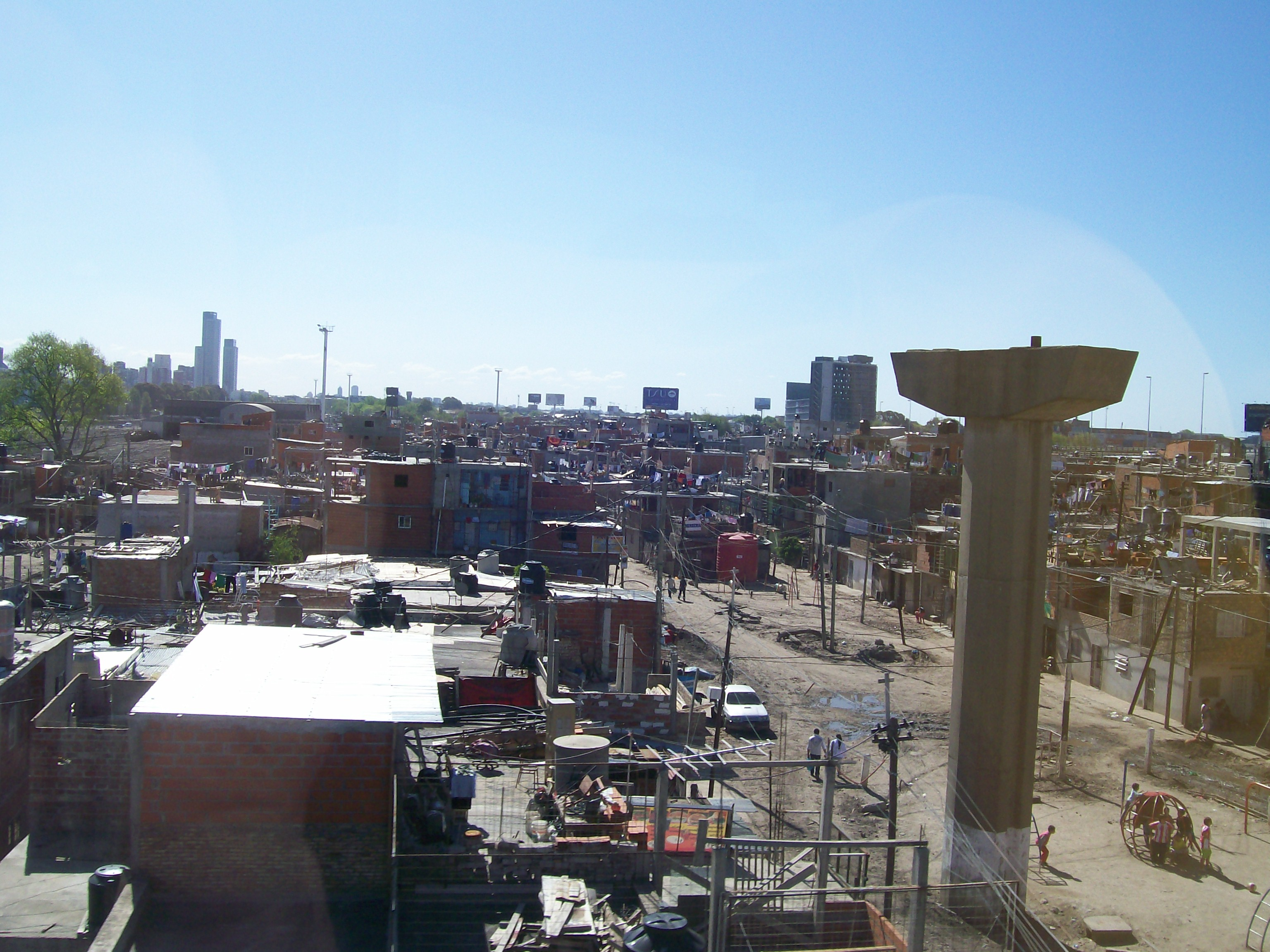
La Villa 31 y las columnas para la proyectada Autopista Ribereña.

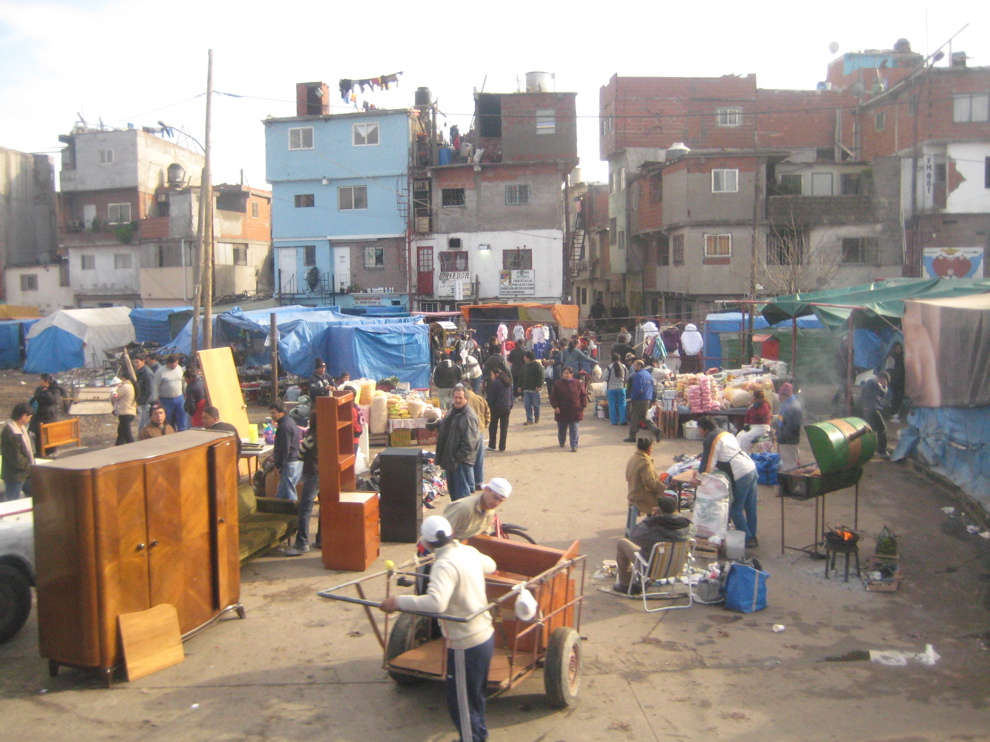
Otra imagen de la Villa 31.

En 1976, en pleno caos socioeconómico, se produce un nuevo Golpe de Estado, asumiendo el Gobierno la última dictadura militar. El nuevo Poder Ejecutivo designa como Intendente de la Capital al brigadier Osvaldo Cacciatore, quien trató de cambiar la cara de la ciudad erradicando masivamente las villas miseria. La prensa oficial estigmatizó a las Villas como guetos oscuros. También se resaltaba la cantidad de extranjeros e indocumentados que quitaban vivienda y trabajo a “los argentinos”, realizando también actividades comerciales al margen de la ley, o sea sin pagar ningún tipo de impuesto.
La autoridad de aplicación para la erradicación de las villas fue la Comisión Municipal de la Vivienda, que concentró todas las funciones del operativo. Este organismo estaba comandado por Guillermo del Cioppo, quien era secundado por el Comisario Salvador Lotito, un hombre que contaba con varios años de experiencia en operativos de desalojo. Cacciatore llevó en 1977 un plan compulsivo para tirar abajo las casas. Militar de la fuerza aérea, que participó como tal del bombardeo a la Plaza de Mayo en 1955. Fue el encargado de llevar adelante el Plan de Erradicación de Villas, para lo cual el gobierno dictatorial promulgó la Ordenanza 33.652 en abril del `77. Para finales de 1980 se habían expulsado 180.000 personas que en su gran mayoría se vieron obligadas a trasladarse al conurbano bonaerense creando nuevos asentamientos o barrios precarios. Paralelamente se decretó un descongelamiento del precio de los alquileres el 30 de junio de 197, lo que provocó que muchísimas familias se encontraran imposibilitadas de seguir pagando y tuvieran que emigrar sobre todo de las grandes ciudades. Para 1980 el 16% de las viviendas de la Ciudad de Buenos Aires, se encontraban desocupadas mientras proliferaban los asentamientos precarios.
Ante la inminencia del Mundial '78 se procedió a liberar inicialmente aquellos predios cercanos al estadio de River y a las zonas más ricas de la Capital, las que menos toleraban la presencia de asentamientos ilegales. La primera gran erradicación se produjo entre fines de 1977 y comienzos de 1978 en la Villa del Bajo Belgrano. A este operativo, le siguió el desalojo de la Villa de Colegiales y la Villa 31 de Retiro.
Obviamente se produjo una erradicación forzada, con topadoras destruyendo las casas, tras lo cual los habitantes eran cargados en camiones y enviados al Gran Buenos Aires, más precisamente al Conjunto Habitacional de Ciudadela (rebautizado en 1976 como barrio "Ejército de los Andes"), que pronto se encontró superpoblado de gente. El hacinamiento se transformó en violencia: un intenso tiroteo entre la policía y bandas locales inauguró la era del "Fuerte Apache". Pronto la zona se convirtió en una de las más peligrosas del Conurbano y en 1993 el INTI detectó fallas estructurales en los nudos 8 y 9. Los vecinos afectados tuvieron que ser indemnizados y el 2 de noviembre de 2000 los nudos comprometidos fueron demolidos mediante una implosión controlada.
Así, este grupo de vecinos que resistía en el asentamiento acudió a la Asociación de Abogados, que los asesoró gratuitamente. La estrategia de los demandantes consistió en demostrar que la municipalidad nunca había cumplido la promesa original de ayudar a los erradicados a conseguir una vivienda digna antes de quitarles la casa que tenían en la villa. Así, a fines de 1979, la Sala C de la Cámara Civil admitió un amparo interpuesto por 32 familias afectadas por el plan de erradicación de villas de emergencia y declaró la medida de no innovar, o sea la prohibición de seguir demoliendo viviendas.

### De 1983 a 2000
A partir de 1983 se produjo un repoblamiento del lugar ante el amparo informal del nuevo gobierno democrático. Un año después, se sancionó la ordenanza municipal 39.753, derogando todas las otras normas que obligaban a la municipalidad a erradicar las villas. Tiempo después, en 1990, el Poder Ejecutivo Nacional emitió dos decretos presidenciales -el 1001 y el 1737- autorizando la venta de terrenos estatales a sus ocupantes. Esta norma fue instrumentada a través del "Plan Arraigo", de 1991, donde se preveía la cesión global de los predios usurpados. Sin embargo, al no subdividirse el terreno en parcelas, los pobladores tenían una potestad solamente nominal. Además la iniciativa no contemplaba la urbanización de ninguna de las villas. Así, la situación se mantuvo sin sobresaltos, hasta mediados de la década del ´90, cuando reaparecieron los conflictos.
Durante la intendencia de Jorge Domínguez, el gobierno municipal retomó uno de los proyectos de la dictadura: la Autopista 9 de Julio Norte (rebautizada Autopista Illia). La nueva autopista sería una continuación natural de la Avenida 9 de Julio hacia el norte. Arrancando desde la calle Arroyo, pasaría en forma de viaducto elevado sobre la Avenida del Libertador, la playa ferroviaria de maniobras y la villa 31 (a la que atravesaba en su totalidad), para finalmente comunicarse con las avenidas Cantilo y Lugones.
La municipalidad ofreció tres alternativas para los erradicados: un crédito, un subsidio o el otorgamiento de una vivienda de la CMV dentro de la capital. Si bien casi todos los afectados aceptaron el ofrecimiento del gobierno municipal, eso no evitó que se generaran hechos de violencia en enero de 1996 con los últimos vecinos que seguían ocupando la traza prevista para la nueva vía rápida. Se produjeron pedradas, incidentes y detenciones, mientras una topadora derrumbaba las últimas viviendas en disputa. A partir de allí, el intendente fue apodado como Jorge "Topadora" Domínguez. Sin embargo, el conflicto duró poco tiempo y antes de que terminara el mes, ya había sido demolida la última vivienda que se interponía con el proyecto. Así, el 16 de mayo de 1996 fue inaugurado el nuevo tramo de la Autopista Illia entre las calles Arroyo y Jerónimo Salguero.
En paralelo a la iniciativa de la Autopista Illia, y tras el éxito de Puerto Madero, el gobierno nacional comenzó a auspiciar, hacia 1994, el megaemprendimiento bautizado "Proyecto Retiro", que contemplaba la urbanización y parquización de 75 hectáreas (terrenos ferroviarios y portuarios) y la construcción de una nueva estación multimodal de pasajeros que unificaría los servicios ferroviarios, subterráneos y de colectivos. Se proyectaba construir varios hoteles de lujo, un centro cultural en la exestación del Ferrocarril Mitre (que quedaría desafectada del servicio ferroviario), complejos comerciales y torres de viviendas. El proyecto también preveía completar el proyectado enlace entre las autopistas Illia y Ricardo Balbín (este enlace fue bautizado como "Autopista Ribereña") e incluía una obra pública de gran envergadura como el corrimiento de todas las vías del ferrocarril hacia el río, para ganar mayor espacio urbanizable sobre la Avenida del Libertador. Obviamente, la Villa 31 no estaba incluida en el diseño del futuro barrio, a tal punto que cuando se lanzó oficialmente el "Proyecto Retiro" en febrero de 1998 se suponía que se iniciaría un año después (sin tener en cuenta su problemática). Al mismo tiempo, el Gobierno de la Ciudad lanzó un plan de urbanización de villas miseria, contemplando la apertura de calles y la construcción de viviendas sociales, sin embargo, el plan no incluyó a la Villa 31, justificando que las tierras ocupadas eran mayormente de propiedad nacional. La erradicación seguía siendo la opción más probable. Entre 1991 y 2000 se duplicó el número de personas que viven en las 18 villas de emergencia de la Ccpital: de 52 472 (que rondaba el promedio histórico del siglo XX), a 100 000 habitantes. Durante la convertibilidad también se duplicó el porcentaje de personas que viven en villas sobre el total de habitantes de la Ciudad: del 1,7 al 3,3 por ciento, siendo la 31 una de las villas de crecimiento poblacional más rápido.

### De 2000 a 2007
Sin embargo, con la llegada de Aníbal Ibarra a la jefatura de Gobierno, la Ciudad buscó redefinir el Proyecto Retiro. En este nuevo planteo se buscaba que el negocio inmobiliario ocupara una menor superficie y, por otra parte, se utilizaran los terrenos de la Villa 31 para construir bloques de vivienda social destinados a la radicación definitiva de sus ocupantes. Se trataría de edificios de baja densidad habitacional, de tres o cuatro pisos, para evitar otro "Fuerte Apache", según palabras de los propios técnicos. Ibarra y varios políticos (tanto de la oposición como del oficialismo) justificaban la medida argumentando que no era sencillo trasladar a 12.000 personas y que un proyecto urbano de semejantes características no podía simplemente desconocer la existencia de esos barrios y de la gente que los ocupaba hace décadas. Según esta postura, era ilógico "regalar" viviendas en una de las zonas más caras de Buenos Aires, lo que además traería conflictos funcionales, ya que se trataba de tierras originalmente destinadas a expandir las áreas de intercambio de cargas y de pasajeros, quedando aún pendiente la construcción del enlace entre la Autopista Illia y la Autopista Ribereña. desde 2002 hasta 2007 se abrieron 620 senderos peatonales, se conectó a la red pluvial y cloacal a 730 hogares; a la red eléctrica, a 7570 viviendas y al agua potable, a 670 hogares y se realizaron 1950 trabajos de mejoramiento de calles.
Para el año 2000, la Villa 31 ya se dividía en cinco barrios: YPF, Comunicaciones, Güemes, Inmigrantes y Autopista. El barrio Güemes era el sector más cercano a la Terminal de Ómnibus y era el lugar donde se concentraban las viviendas más altas, que llegaban a tener hasta cuatro pisos. Por su parte, las secciones YPF y Comunicaciones representaban la zona más antigua de la Villa. Entre la Autopista Illia y las vías del Ferrocarril San Martín se desarrollaba un nuevo asentamiento en condiciones mucho más precarias: la "Villa 31 Bis".

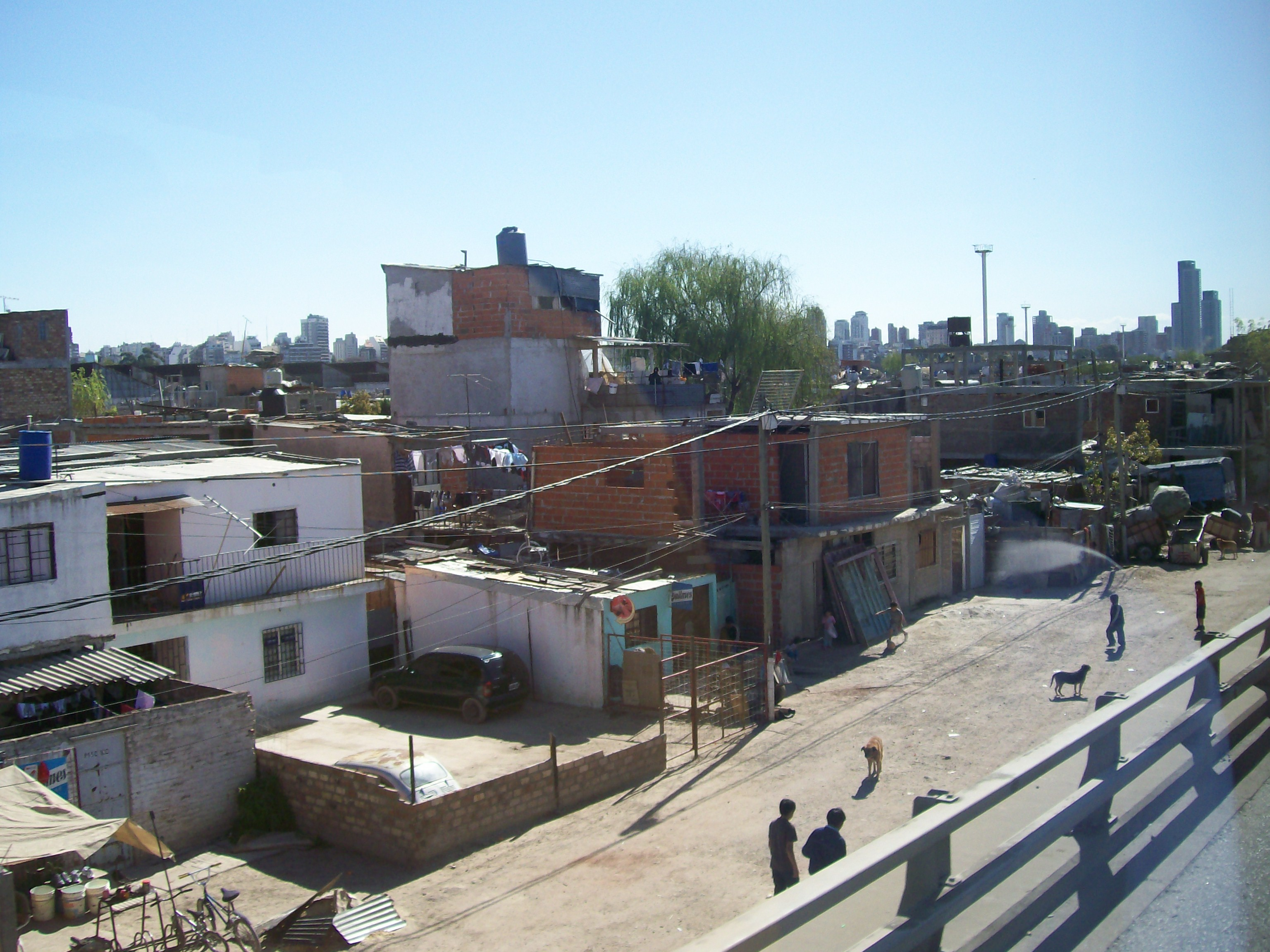
Vista de la Villa 31 desde la Autopista Illia. Al fondo las torres del barrio de Retiro.

Por un lado, la existencia de la Villa 31 había impedido comunicar la Terminal de Ómnibus con la proyectada red de autopistas porteñas y también había demorado la construcción de nuevos accesos ferroviarios hacia el Puerto, con lo cual cientos de micros y camiones se movían diariamente dentro de las calles y avenidas de Retiro y Puerto Madero para llegar hasta sus respectivos destinos, complicando el tránsito, destruyendo los pavimentos y encareciendo los fletes de exportación.
En 2003, la villa 31 fue uno de los ejes de debate entre los dos principales candidatos a Jefe de Gobierno: el empresario Mauricio Macri y Aníbal Ibarra, que buscaba su reelección. Macri prometía erradicar la villa con el siguiente argumento: "Según nuestros equipos técnicos, hoy el 70% de los habitantes de la Villa 31 preferiría vivir en un lugar más digno. Para eso, la gente va a tener diversas opciones dentro del esquema de 25.000 viviendas que vamos a construir en cuatro años". Mientras tanto, Aníbal Ibarra seguía defendiendo la "urbanización", aunque durante su gestión se había avanzado poco al respecto. Desde la CMV se justificaban diciendo que se trataba de terrenos nacionales, pero que se continuaría interviniendo en el lugar con políticas de asistencia social a los habitantes y con la construcción de infraestructura y equipamiento (apertura de senderos peatonales, conexión a la red eléctrica y de cloacas, etcétera). En aquella oportunidad Ibarra obtuvo su reelección.

### De 2007 a la actualidad
Un año después, la Villa 31 volvió a convertirse en uno de los principales puntos de campaña de Mauricio Macri, renovando su promesa con el electorado de que el asentamiento sería definitivamente erradicado. Esta vez el empresario resultó electo, sin embargo, antes de asumir la jefatura de gobierno, dentro del partido buscaron bajarle el tono a las promesas electorales: se aclaró que el asentamiento no sería erradicado en su totalidad, sino solo algunas zonas. Por el momento, la prioridad del nuevo gobierno local sería detener el crecimiento del lugar, enfatizando que la construcción de viviendas en altura generaba un riesgo para la seguridad de los propios habitantes de la villa. Más allá de los anuncios y promesas de campaña, la villa continuó su avance. En septiembre de 2008, Mauricio Macri se decidió a intervenir unilateralmente, nuevamente escudado en los argumentos vinculados a la seguridad. El Gobierno de la Ciudad procedió a clausurar un corralón que funcionaba de manera irregular (sin habilitación comercial), donde no solo se vendían materiales de construcción sino que allí también se los fabricaba. Casi dos meses después, entre medio de la puja entre la Ciudad y la Nación, los vecinos de la villa decidieron cortar por varias horas la Autopista Illia, reclamando una definición sobre el plan de urbanización. El corte generó caos en el tránsito y un nuevo cruce político ante la inacción de la Policía Federal. Finalmente, los habitantes de la villa 31 llegaron a un acuerdo con los funcionarios porteños para buscar una solución pacífica al conflicto.
La Ciudad de Buenos Aires fue uno de los distritos del país que empeoró en mayor proporción su situación habitacional entre 2007 y 2010. Producto de un incremento muy importante de la población en villas y asentamientos, la informalidad de la ciudad aumentó en un 69 por ciento: se agregaron más de 54 mil familias a villas, asentamientos o casas tomadas. En 2009 fue el foco de una controversia por la construcción de edificios con varios pisos de altura (de hasta seis plantas), realizados con materiales precarios y sin las medidas de seguridad necesarias.
Hay leyes aprobadas desde 2007 que exigen la urbanización de la Villa 20 de Villa Lugano, de la 1-11-14 del Bajo Flores, de la Villa 31 de Retiro, entre otras. Sin embargo, no han puesto ni un solo ladrillo. Vecinos han denunciado a punteros con la toma y venta de terrenos en la villa y el negocio de corralones truchos, clientelismo político y asociaciones ilícitas. En el Playón Este, también se ha denunciado la presencia de bandas de traficantes peruanos y paraguayos que se preparan para pelear por el territorio bajo las órdenes de capos sanguinarios y la existencia de punteros políticos vinculados a la administración porteña. En 2016 se denunciaban negociados inmobiliarios dentro de la villa porteña aprovechado por financistas del delito, bajo la modalidad de asentarse en la villa a bajo costo a la espera de la indemnización del Gobierno porteño.
El 3 de diciembre de 2009, la Legislatura de la Ciudad de Buenos Aires convirtió en ley un proyecto que proponía la urbanización de las villas 31 y 31 bis, donde en esta última ya vivían unas 26 000 personas. El diseño para la urbanización había sido elaborado por el "Instituto de la Espacialidad Humana" de la Facultad de Arquitectura y Urbanismo de la UBA. El presupuesto destinado a viviendas sociales del año 2013 fue uno de los presupuestos más bajos desde 2008. La villa se expandió hacia los costados y hacia arriba hasta 4 y 5 pisos. Estos edificios incumplen normas básicas de seguridad requeridas en la construcción.
En la villa 31 y 31 bis no hay escuelas. En 2010, la justicia intimó al Gobierno de la ciudad a brindar transporte escolar para los niños de la villa. Tres años después de la orden, muchos alumnos seguían sin un transporte que los lleve a la escuela.
En 2014 se instaló un polémico muro sobre la Autopista Illia, el cual, según algunos especialistas, es ilegal al impedir el libre tránsito. Se dio en el marco del reemplazo del viejo alambrado de púas que separa la Villa 31 de la Autopista Illia.
Ese mismo año el gobierno de la Nación y el ONABE, que maneja tierras del ferrocarril, firmó un convenio con vecinos que permitiría el ingreso de personal para la realización de obras de electrificación. En 2015 se construyó una obra vial que conecta ambos asentamientos, la 31 y la 31 bis por debajo de la Autopista Illia
La Ciudad revoco la posesión del predio que había sido cedido en 2005 a la organización del reconocido pianista para su tarea social. En 2016, el gobierno anunció una inversión de $6000 millones para edificar y reparar viviendas, tender servicios y pavimentar calles. En 2019 se denunció que había estallado una guerra narco dentro de la villa que dejó seis muertos, incluyendo homicidios a sangre fría, a plena luz del día. Víctimas acribilladas a la vista de testigos que, para evitar que declaren, después también son asesinados, todos ellos crímenes ligados al bajo mundo del narcotráfico.
En el espacio de la Villa 31 también hasta 2016 funcionaba el Plan Fines (Finalización de Estudios Primarios y Secundarios) por un convenio con la cartera educativa de la Nación y se daba sede a un programa de apoyo escolar secundario y para alumnos del CBC, cuyas clases estaban a cargo de alumnos de la Facultad de Filosofía y Letras de la Universidad de Buenos Aires.

## Actualidad
Desde 1999, existe la FM 88.1 El milenio continúa, que fomenta la movilización ante los proyectos de urbanización que suponen a su entender una amenaza para los habitantes de la villa.
En 2010 el Jefe de Gobierno porteño Mauricio Macri anunció nuevamente la urbanización de la villa en un lapso que debía durar hasta 2015, sin embargo a marzo de ese año las obras no habían comenzado. Entre 2008 y 2013, el gobierno de Mauricio Macri utilizó sólo el 46 por ciento del dinero que tenía disponible para urbanizar las villas. Tomando una población de 200 mil personas, la gestión PRO invirtió 514 pesos por cada habitante de las villas y asentamientos. Durante esa época se instalaron bandas narcos en la villa. Al menos diez organizaciones narcos funcionan en las villas de la Ciudad de Buenos Aires. Siete de ellas, las más peligrosas, están distribuidas en la Villa 31 de Retiro y la 1.11.14 de Bajo Flores.
En junio de 2013, el legislador Rafael Gentili (Proyecto Sur) -con el respaldo de Buenos Aires para Todos y del Frente para la Victoria- presentó una iniciativa que modificaba la traza y preveía una parada de la línea H del Subte de Buenos Aires para incluir a la estación Padre Mugica.
La urbanización comenzó recién en 2016, cuando el gobierno anunció una inversión de $ 6000 millones para edificar viviendas, reparar otras dañadas, tender servicios y pavimentar calles.
El presupuesto destinado a viviendas sociales del año 2013 fue uno de los presupuestos más bajos desde 2008. En 2014, a pesar de las múltiples promesas de campaña hechas por el Jefe de Gobierno, Mauricio Macri, la villa aún continuaba sin urbanizarse. En 2014 el Jefe de Gobierno porteño quitó cinco millones de pesos que estaban destinados a las villas de la ciudad para financiar al evento “Buenos Aires Ciudad de Moda” y al Festival Internacional de Diseño de Servicios Especializados, Comerciales y Financieros. También recortó el presupuesto para hospitales y programas sociales, y los usó para publicidad oficial. Se recortó tres millones de pesos del presupuesto para urbanizar la villa y se destinó a un desfile de moda de Julieta Spina, la cuñada de Horacio Rodríguez Larreta. También hubo otro recorte al programa de Intervención Social en Villas de un millón de pesos para refaccionar el edificio El Dorrego, antes de entregárselo a la productora de Adrián Suar.
El 13 de diciembre de 2018 se sancionó la Ley de urbanización del Barrio Padre Carlos Mugica.  Este plan de obras comprende construcción de 1.200 viviendas nuevas, mejoras en existentes y la conectividad de infraestructura para la red de agua potable, energía eléctrica, desagüe cloacal y pluvial; prevé que los vecinos escrituren sus viviendas pagando por ellas en la medida de sus capacidades y con planes de pago en cuotas En el espacio de la Villa 31 también hasta 2016 funcionaba el Plan Fines (Finalización de Estudios Primarios y Secundarios) por un convenio con la cartera educativa de Nación y se daba sede a un programa de apoyo escolar secundario y para alumnos del CBC, cuyas clases estaban a cargo de alumnos de la Facultad de Filosofía y Letras de la Universidad de Buenos Aires.  
En el día 12 de junio de 2019  se inauguró el Polo Educativo Mugica, Está prevista la inauguración del Edificio del Ministerio de Educación e Innovación de la Ciudad Autónoma de Buenos Aires, el mismo cuenta con una superficie de 26 000 m², distribuidos en siete pisos, PB, dos subsuelos. Allí se atenderán los trámites de jubilaciones y salariales de los docentes.
Hacia el año 2020, la mayor parte de la villa no poseía agua potable ni cloacas.

### Datos demográficos

Hogares con jefe nacido en un país limítrofe o Perú en el Gran Buenos Aires según el censo de 2010.

Según el censo de 2010 la Villa 31 y 31 Bis tenía 100 manzanas y había 7.950 hogares. En el 2010 el censo del INDEC señalaba que este asentamiento informal poseía 27.000 habitantes, cuatro años después, según un artículo de opinión del diario La Nación, la cantidad superaba los 40.000 habitantes en la Villa 31; casi el 51% de los habitantes proceden de otros países: 23,9% paraguayos; 16,6% bolivianos; y 9,8% peruanos. Sin embargo, según otra nota del mismo diario, la cantidad de habitantes es de 35.000 personas. De la población en edad escolar, el 70% dejó la escuela y el 2,7% terminó estudios superiores. El 23% de las casas tiene más de dos pisos, el 35 sólo planta baja y el 42% planta baja y primer piso. En el caso de la Villa, su crecimiento demográfico se explicaría, según un informe del diario La Gaceta, por la fuerte ola inmigratoria proveniente de los países limítrofes.
Entre 2009 y 2013, la población de la Villa aumentó de 27.000 a 40.000 habitantes.
|  |  |

## Denominaciones
Desde su creación, en la década de 1930, la Villa ha recibido diferentes nombres:
- Villa Desocupación
- Villa Esperanza
- Kilómetro Tres
- Saldías
- Güemes (actual barrio interno)
- Comunicaciones (actual barrio interno)
- 31 y 31 Bis.

## Proyectos para la urbanización del barrio "Carlos Mugica"
En el año 2009 la Legislatura de la Ciudad de Buenos Aires sancionó la Ley 3.343 impulsada por el legislador de la Coalición Cívica ARI Facundo Di Filippo, la cual disponía la obligatoriedad de la urbanización de las villas 31 y 31 bis y la conformación de una mesa multidisciplinaria integrada por legisladores, técnicos de la Universidad de Buenos Aires, miembros del Gobierno de la Nación y de la Ciudad para armar un plan de acción en conjunto.
Tras un trabajo de 14 meses se desarrolló un dictamen conjunto, que desde 2011 estuvo en tratamiento en la Legislatura de la Ciudad. El dictamen contenía plazos, costos y propiedad de los vecinos censados durante la discusión del proyecto.
Sin embargo, en los años posteriores (de 2008 al 2013) la participación en el presupuesto porteño del dinero para las villas se redujo del 1,1 al 0,7 por ciento. 
Para el año 2020, el gobierno de la Ciudad de Buenos Aires presentó varios proyectos de mejora para el Barrio Mugica, muchos de los cuales quedaron suspendidos por la restitución de recursos asignados a la ciudad, a sus verdaderas provincias con demografía y gente acordes a dichos recursos, por parte del gobierno nacional en 2022.

## Parroquias y capillas

Parroquia Cristo Obrero (Villa 31) - Barrio de Retiro.

Capilla Nuestra Señora del Rosario (Barrio Güemes) (Villa 31) - Barrio de Retiro.

Capilla Nuestra Señora de Caacupé (Villa 31 Bis) - Barrio de Retiro.

Capilla Virgen de Guadalupe (Villa 31) - Barrio de Retiro.

- "Parroquia Cristo Obrero": Dirección: Avenida Rafael Castillo y Calle 9 - Villa 31. Esta parroquia fue fundada por el Padre Mugica, quien fue asesinado el 11 de mayo de 1974 en una emboscada cuando se disponía a subir a su automóvil, estacionado en la puerta de la iglesia de San Francisco Solano, tras celebrar una misa. El sacerdote argentino, vinculado al Movimiento de Sacerdotes Tercer Mundistas, realizó su mayor obra en la Villa 31 de Retiro, que extraoficialmente lleva su nombre. El padre Mugica pertenecía al movimiento de sacerdotes tercermundistas, que estuvo vinculado a las luchas populares del país en las décadas de 1960 y 1970, y fue el fundador de la "Parroquia Cristo Obrero" en la Villa 31. Debido a su "opción por los pobres" concretada en una activa militancia social y por su independencia política recibió críticas de todos los sectores y varias amenazas de muerte y diversos ataques e intentos de matarlo. En el año 1963 Mugica se convierte en el párroco de la "Parroquia Cristo Obrero" de la Villa 31 de Retiro. Dicha parroquia se encuentra ubicada en el sector conocido como Barrio Carlos Mugica de la Villa 31. Se brindan distintos talleres de arte terapia, deportes (boxeo), espiritualidad, artesanías, panadería, carpintería, etcétera, cumpliendo funciones en algunos casos de emprendimiento y en otros meramente preventivas y terapéuticas. También se realizan muestras de dichos emprendimientos. La parroquia posee también una cancha de fútbol donde se dan clases a los chicos del barrio, y se realizan torneos de competencia.

- "Capilla Nuestra Señora del Rosario": Dirección: Calle 5 - Manzana 16 - Casa 1 - Barrio Güemes - Villa 31. Se fundó en conjunto por varias personas que pidieron una capilla. Hoy en la actualidad no sólo es una capilla sino un hogar para toda la comunidad, donde se ayuda tanto a niños como a personas de la tercera edad, con desayuno y almuerzo, y los niños toman catecismo para hacer la comunión y la confirmación. Fue la primera capilla que se inauguró en el sector de la Villa 31 conocido como Barrio Güemes. En una primera instancia la capilla sólo tenía una planta. Fue la primera parte que hicieron todos los vecinos con la colaboración de otras iglesias, como Madre Admirable, Socorro y Mugica. Con el tiempo lograron hacer crecer la capilla agregándole una segunda planta superior. Ahí se cumple con todas las actividades de solidaridad con los vecinos o personas necesitadas. En esta capilla se realizan también las misas tradicionales de la colectividad boliviana de la Villa 31. Todo empezó cuando dicha colectividad pidió una capilla para poder rendirle culto a sus fiestas tradicionales como así también brindar veneración a la Virgen de Copacabana de Bolivia. Fue un vecino habitante de la Villa 31 y perteneciente a la colectividad boliviana el que pidió una colaboración a las iglesias que se mencionan anteriormente con la que se logró comprar los materiales. Con la fuerza de trabajo de la colectividad y demás vecinos de otras nacionalidades se logró construir la capilla y ponerle el nombre de "Nuestra Señora del Rosario". En esta capilla también se han brindado servicios del Equipo de Centros de Acceso a la Justicia dependientes del Ministerio de Justicia y Derechos Humanos, con el fin de remover barreras estructurales y facilitar el acceso a la justicia de los sectores más vulnerables de la población, de acuerdo a sus necesidades jurídicas específicas. El 11 de junio de 2015 la Defensoría del Pueblo presentó en esta capilla la obra de teatro "Un pequeño detalle", a la cual concurrieron adultos mayores que participan del centro de jubilados, con quienes también se debatió sobre situaciones cotidianas de violencia y modos en los que se podría prevenirlas.

- "Capilla Nuestra Señora de Caacupé": Dirección: Manzana 3 - Villa 31 Bis. Esta capilla comenzó a ser construida en 1997 por los mismos vecinos del barrio. Al principio comenzó como una pequeña capilla con la imagen de la Virgen María y poco después la denominaron Capilla Caacupé, en honor a la Santa Patrona de Caacupé. En esta capilla se realizan diversos festejos, como la Festividad de la Virgen de Urkupiña. También se desarrollan diversos proyectos como el de "Fortalecimiento Educativo", que beneficia a niños de entre 6 y 17 años de edad en situación de vulnerabilidad social en los barrios o zonas más carenciadas de la ciudad cuyos principales objetivos son mejorar la calidad educativa, fortalecer los procesos de aprendizaje y disminuir los niveles de abandono y sobre-edad escolar. Se realizan también proyecciones de documentales audiovisuales. Otras actividades que se desarrollan son catequesis de niños, animación de grupos de oración y liturgia dominical.

- "Capilla Virgen de Luján": Dirección: Manzana 13 - Villa 31 Bis. En esta capilla se dictan talleres de apoyo escolar para chicos, principalmente de primaria, aunque dichos talleres no tienen límite de edad, y también se brindan talleres de fútbol en la cancha de la capilla. También se llevan a cabo actividades que abarcan talleres de música y recreación.

- "Capilla Virgen de Guadalupe": Dirección: Manzana 107 - Villa 31. En esta capilla también se ofrecen desayunos y apoyo escolar. Además se realizan misas, bautismos, oratorios, comuniones y confirmaciones. También se realizan algunos talleres o actividades relacionadas con el arte. Esta capilla se encuentra en una zona donde corría mucho la venta de droga ya que se encuentra en un lugar estratégico porque los pasillos de ese sector forman una especie de "H". En abril de 2017 se pudo capturar a uno de los últimos narcos de la Villa 31 que comercializaba droga frente a la capilla y ese sector del barrio comenzó a ser recuperado y controlado por la Policía Federal Argentina y el programa Barrios Seguros del Ministerio de Seguridad. En esta capilla también se llevan a cabo proyectos, como el de "Fortalecimiento Educativo".

## Lugares importantes
- Comedor Martín Güemes: Fue inaugurado en la época de los 90. Es el comedor más antiguo del asentamiento, dirigido por Isabel y Carlos Soria. Le da de comer a aproximadamente 150 familias del barrio.
- FM 88.1 El milenio continúa: Inaugurada el 11 de noviembre de 1999, es el medio de comunicación más antiguo del barrio. Transmite desde el corazón del barrio ininterrumpidamente, y por el espacio han pasado más de 5000 jóvenes que encuentran allí un lugar de contención y de dispersión.
- Asociación Civil Los Principitos de Retiro: Es la ONG más antigua del barrio. Trabaja en la zona desde 1983 en la contención de los niños y jóvenes brindando un espacio para actividades culturales, deportivas y educativas, promoviendo el bien social e incentivando el mensaje del esfuerzo y la paz entre los pares.
- Asociación Civil "Vecinos Históricos de Villa 31": fundada por vecinos que resistieron a los desalojos de la última dictadura cívico militar y que aún viven en el barrio, trabajando para la comunidad. En su sede se desarrollan diversas actividades socioculturales y de formación y participación ciudadana. La primera murga del barrio, llamada "Los Guardianes de Mugica", creada para homenajear al Padre Carlos Mugica, nació en el seno de la Asociación Civil "Vecinos Históricos de Villa 31" en 1999 y ha elevado siempre los valores positivos del cura asesinado por luchar por los pobres: solidaridad, unidad y dignidad.
- Edificio Movimiento: Ubicado en Ramón Castillo 1720, en Retiro, está rodeado por uno de los extremos de la Villa 31. El inmueble, diseñado por los arquitectos Gaido, Rossi, Gallardo y Páez, se terminó de construir en 1954 y el objetivo era que allí funcionara la Dirección General de Correos y Telecomunicaciones. Pero el edificio nunca se ocupó y en 1993 pasó a manos privadas. El edificio tiene unos 30 mil metros cuadrados y está dividido en dos bloques: uno de oficinas, que tiene doce pisos, y otro de cocheras, de seis pisos. Actualmente, en el sector de cocheras funciona la empresa "Buenos Aires Guarda", que es un depósito de muebles. En el sector de oficinas funcionaron durante un tiempo los talleres de la concesionaria Dietrich.
- La Cancha de Luján: Fue inaugurada en octubre de 2017. Allí se puede practicar fútbol y vóley y además tiene espacio para patinar. Se trata de una cancha de fútbol 9.